# Володин, Денис Михайлович
Дени́с Миха́йлович Воло́дин (11 июля 1982, Кандалакша, СССР) — российский и казахстанский футболист.
Профессиональную карьеру начал в Финляндии в качестве игрока «МюПа-47». В 2006 году играл за казахстанскую команду «Астана», вместе с ней стал чемпионом. В это время принял гражданство Казахстана, вызывался в сборную Казахстана.
В 2017 и 2019 годах выступал за ФК «Кандалакша» на Кубке чемпионов МРО «Северо-Запад».

## Достижения
- Чемпион Казахстана: 2006
- Победитель Первой лиги Казахстана: 2010
- Серебряный призер Первой лиги Казахстана: 2012
- Бронзовый призер Первой лиги Казахстана: 2009